# Nederlandse Waterschapsbank
Nederlandse Waterschapsbank ou NWB Bank est une banque de financement néerlandaise publique, spécialisée dans le financement des infrastructures publiques notamment celles dédiées à l'eau. Elle ne travaille pas directement avec les particuliers ou les entreprises, mais uniquement avec des entités publiques ou parapubliques. Elle est fondée en 1954, peu de temps après l'Inondation causée par la mer du Nord en 1953,.